# ليلا سويفت
ليلا سويفت (بالإنجليزية: Lela Swift)‏ هي منتجة ومخرجة أمريكية، ولدت في 1 فبراير 1919 في نيويورك في الولايات المتحدة، وتوفيت في 4 أغسطس 2015 في سانتا مونيكا في الولايات المتحدة بسبب مرض.

## وصلات خارجية
- ليلا سويفت على موقع IMDb (الإنجليزية)
- ليلا سويفت على موقع قاعدة بيانات الفيلم (الإنجليزية)